# Vojna za Tihi ocean
Vojna za Tihi ocean je potekala od 7. decembra 1941 do 2. septembra 1945 in je bila ena najbolj obsežnih in krvavih vojn druge svetovne vojne. Obsegala je boje na Pacifiku, Avstraliji, vzhodni in južni Aziji. Vanjo so bile vpletene; Japonska, Združeno kraljestvo, ZDA, Avstralija, Nova Zelandija, Kitajska, Nizozemska, Francija, Tajska in Rusija. Vojna je bila posledica japonskega militarističnega imperializma, ki se je kazal že desetletje pred začetkom vojne, šele decembra 1941 pa je postal resna grožnja za evropske kolonialiste in ZDA. V samo nekaj mesecih vojne je japonsko cesarstvo segalo od Aleutskih otokov na severu do Guadalcanala na jugu ter otoka Wake na vzhodu in Indije na zahodu.
Glavni delež v bojih za Pacifik so prevzeli Američani, ki so sredi leta 1942 dobili svojo prvo bitko. V naslednjih letih se je obroč okoli Japonske začel vedno bolj ožiti, dokler Američani v drugi polovici leta 1945 niso prišli do same Japonske. Takrat se je postavilo vprašanje, ali Japonsko napasti s klasičnimi silami in tvegati življenje dveh milijonov ameriški vojakov ali uporabiti novo čudežno orožje. Odločili so se za drugo možnost in 6. avgusta 1945 odvrgli atomsko bombo na Hirošimo, tri dni kasneje pa še na Nagasaki. Vojna se je uradno končala 2. septembra 1945, natanko šest let po tistem, ko se je začela druga svetovna vojna.

## Dogodki pred vojno
Konec 19. stoletja je Japonska postajala nova azijska velesila. Bliskovit razvoj japonskega gospodarstva je na majhnem otočju povzročil kronično pomanjkanje strateških surovin, zato je začela iskati nove vire in kmalu prišla v spor s Kitajsko in Rusijo. To je Japonsko leta 1904 pripeljalo do japonsko-ruske vojne, iz katere je izšla kot zmagovalka. Njene ambicije po tujih ozemljih so se pokazale tudi med prvo svetovno vojno, ko je prestopila na stran antante in zasedla nekatere nemške azijske in tihomorske kolonije. Nato so se razmere za nekaj časa umirile, dokler Japonska leta 1931 ni zasedla kitajske Mandžurije. S tem pa ni prišla le v spor s Kitajsko, ampak tudi z ZDA in kolonialnimi velesilami Evrope. Vendar jo to ni kaj dosti zmotilo, leta 1937 je zasedla še severno Kitajsko, naslednje leto pa se je na rusko-mandžurski meji spustila v nepremišljen boj z Rdečo armado. Napetost med ZDA in Japonsko pa je naraščala, ta se je še povečala, ko so ZDA začele politično in denarno podpirati Čankajškovo vlado ter evropsko kolonialno politiko, del katere je bila tudi sama (Filipini so bili takrat last ZDA).
Padec Francije junija 1940 je dal Japonski nov zalet, in tako je ta praktično brez boja zasedla francosko Indokino.  Sedemindvajsetega septembra je bil podpisan trojni pakt z Nemčijo in Italijo, kar je zelo ujezilo ZDA. Ta je spor poizkušala rešiti po diplomatski poti, ker pa so bila pogajanja neuspešna, so ZDA do konca leta prepovedala na Japonsko izvoz vseh surovin in vojnega materiala.
Izjema je bila le nafta. Leta 1941 je Japonska še bolj zaostrila svojo politiko v Aziji, zato so ZDA na listo prepovedanega blaga dodale še nafto, ki pa jo je Japonska takrat krvavo potrebovala. Pogajanja so se kljub temu nadaljevala, ZDA so bile optimistične, vendar pa je Japonski vedno bolj postajalo jasno, da je vojna postala neizbežna, zato je ta začela pripravljati načrte za napad.
Načrt je bil sestavljen iz petih ključnih točk, ki bi Japonski na Pacifiku in Južni Aziji zagotovili zmago: 
- 1. napad na ameriško pacifiško floto zasidrano v Pearl Harborju,
- 2. napad na Filipine ter na Guam in Wake s čimer bi bile prekinjene komunikacije,
- 3. napad na Hong Kong in Malajo,
- 4. napad na Nizozemsko vzhodno Indijo in Bismarckov arhipelag,
- 5. izolacija Avstralije in Nove Zelandije.

## Japonska ofenziva
V nedeljo, 7. decembra 1941, je Japonska na Pacifiku in vzhodni Aziji sprožila svojo veliko ofenzivo. Japonska letala so okoli osme ure zjutraj napadla ameriško pomorsko oporišče Pearl Harbor. Ameriška mornarica je bila na napad iz zraka in morja popolnoma nepripravljena. V dveh zaporednih letalskih napadih je bilo uničenih 188 letal, 18 ladij je bilo potopljenih ali težje poškodovanih, mrtvih in ranjenih je bilo čez 3.000 vojakov in civilistov. Napad je bil iz vidika zmage popoln uspeh japonske cesarske mornarice, vendar pa ni imel nobene resne taktične vrednosti, saj letalonosilk, ki so bile glavne tarče napada, tistega usodnega dne ni bilo v pristanišču. Dejansko sta bili v napadu uničeni le dve relativno stari ladji, vse ostale ladje pa je Američanom v naslednjih mesecih vojne uspelo popraviti. Nedotaknjena so ostala številna skladišča goriva in pristaniška infrastruktura. Napad na Pearl Harbor je bil povod, da so ZDA vstopile v vojno, kar je povzročilo, da je vojna postala svetovna.
Istočasno z napadom na Pearl Harbor Japonci napadejo tudi otoka Guam in Wake, s čimer so želeli prekiniti komunikacijo med Filipini in ZDA. Guam pade po dveh dneh bojev, saj 547 marincev ni bilo kos japonski vojski, ki je štela 5.900 vojakov. Boji za otok Wake trajajo dalj časa, 449 ameriških marincev se kar petnajst dni upira petkrat močnejši japonski vojski. Japonski ofenzivi se ni izognila niti britanska kolonija Hong Kong, ki kapitulira na božični dan 25. decembra. Nad  nenadnim japonskim napadom so presenečeni tudi na ameriških Filipinih. General MacArthur je poizkušal na hitro organizirati obrambo glavnega otoka Luzona, vendar zaman. V nenadnem letalskem napadu na letališče Clark Field je bilo uničenih večina ameriških letal. Glavni napad je prišel proti koncu decembra, ko so se japonske čete izkrcale na severu in jugu glavnega otoka Luzon. Nepripravljena in pomanjkljivo opremljena ameriška vojska ni bila kos dobro opremljeni in motivirani japonski cesarski vojski, ki je po izkrcanju nezadržno napredovala proti Manili. Ameriško vojno in trgovsko ladjevje se je zaradi nenehnih letalskih napadov umaknilo na jug v varnejše vode. Konec decembra ameriška vojska ni bila več sposobna braniti Manile niti preostalega ozemlja na Filipinih, zato se je umaknila na polotok Bataan, kjer naj bi organizirala krožno obrambo in počakala na pomoč. Umik ni kaj dosti pomagal, saj so Japonci v divjem jurišu dobesedno pregazili ameriško prvo bojno črto, pri drugi pa so se Američanom izkrcali za hrbtom. Dvaindvajsetega februarja 1942 je Roosevelt MacArthurju ukazal naj zapusti Bataan in odide v Avstralijo, kjer naj bi organiziral novo zavezniško ofenzivo proti Japonski. Medtem se je boj za obkoljeni Bataan nadaljeval, dokler Američanom 8. aprila ni zmanjkalo kopnega pod nogami. Takrat je general Wainwright, namestnik MacArthurja, ukazal umik na otoško trdnjavo Corregidor. Trdnjava se je vdala mesec dni kasneje po močnem topniškem in letalskem bombardiranju ter japonskim desantom. Po končanih spopadih so Japonci zbrali vse ameriške in filipinske vojake ter jih poslali na t. i. pohod smrti. Med pohodom do zaporniških taborišč je zaradi utrujenosti in surovosti japonskih stražarjev umrlo več tisoč ujetnikov.
Leta 1941 in 1942 ni nič bolje kazalo Britancem in Nizozemcem. Francoska Indokina je bila že okupirana, Tajska je bolj ali manj prostovoljno pristopila na stran Japoncev. Istočasno z napadom na Pearl Harbor se je začel napad na britansko Malajo. Britanci so japonski desant poizkušali preprečiti z ladjama Repulse in Prince of Wales vendar zaman, ladji sta bili potopljeni v nekaj urah. Japonskega napredovanja se ni dalo ustaviti, vsak odpor je bil nesmiselen, med umikom proti jugu so Britanci kar naprej ugotavljali, da imajo sovražnika za hrbtom. Po šestih tednih bojev je malajski polotok padel. Britanci so se umaknili v Singapur, trdnjavo, ki jo po njihovem mnenju ni bilo mogoče zavzeti. Mesto je po kratkem boju na presenečenje vseh padlo 15. februarja 1941. Japonci so se nato usmerili proti Indiji in Nizozemski vzhodni Indiji. Največ so si obetali od  Nizozemske vzhodne Indije, ki je bila polna naravnih virov. Da bi zavezniki preprečili zavzetje otokov, so zbrali majhno bojno floto sestavljeno iz avstralskih, nizozemskih in ameriških bojnih ladij, ki se je spopadla z Japonci 27. februarja 1942 v javanskem morju. V tridnevni bitki je bilo zavezniško ladjevje popolnoma razbito, Japonci pa so zavzeli Javo brez večjega odpora. Konec marca je bila večina Nizozemske vzhodne Indije že v japonskih rokah. Naslednji cilj je bila Nova Gvineja in Bismarckov arhipelag, ki so ju zavzeli brez večjega odpora. Nekoliko se je zalomilo le na Novi Gvineji, ki je Japonci niso morali v celoti zavzeti, saj je teren in gosto rastje to onemogočalo. Tako je južni del otoka ostal v avstralskih rokah. Takrat je v Avstraliji in Novi Zelandiji zavladala panika. Državi sta bili odrezani od zaveznikov in tako praktično obkoljeni. Avstraliji je grozilo izkrcanje japonskih čet in to ravno v trenutku, ko je ta svoje vojake poslala na druga bojišča po svetu (Afrika, Indija ...). Februarja je bil bombardiran Darwin, Broome ter še nekaj manjših mest. Avstralija je pričakovala pomoč od ZDA, vendar jo je ta zavrnila, saj je imela sama dosti težav. Šestega avgusta 1942 je japonsko cesarstvo doseglo svoje skrajne meje in od takrat naprej je šlo samo še navzdol.

## Zavezniki vrnejo udarec
Sredi leta 1942 so se zavezniki že opomogli od začetnega šoka, zato so začeli organizirati odpor. Sprva so bile to manjše operacije v japonskem zaledju, ki so jih vodili večinoma avstralski komandosi in posebne enote ameriške vojske. Februarja so Američani z letali napadli japonska oporišča na Marshallovih in Gilbertovih otokih, 18. aprila 1942 je šestnajst letal B-25 iz letalonosilke Hornet bombardiralo Tokio. Avgusta so marinci izvedli vpad na atol Makin in pri tem uničili dve letali in dva čolna, napadi na japonska oporišča so v naslednjih mesecih postajali vedno bolj pogosti.
Maja so zavezniki izbojevali svojo prvo večjo bitko. Japonci so s pomorskim desantom poizkušali zasesti strateško pomembno mesto Port Moresby na vzhodu Nove Gvineje. Da do tega ne bi prišlo, so zavezniki sestavili floto, sestavljeno iz dveh letalonosilk, devetih križark in trinajstih rušilcev. Četrtega maja sta se zavezniška in japonska flota srečali v Koralnem morju, prišlo je do bitke, v kateri so ključno vlogo odigrala letala in letalonosilke. V štiridnevni bitki so Američani potopili eno japonsko letalonosilko ter štiri spremljevalne ladje, pri tem pa so sami izgubili eno letalonosilko in en rušilec. Čeprav je bila bitka neodločena, so Američani dosegli pomembno taktično zmago, saj so preprečili japonski desant na jugu Nove Gvineje. Medtem so Američani začeli naglo kopičiti svoje čete v Avstraliji in Novi Zelandiji.
Junija 1942 je prišlo do druge velike bitke na Tihem oceanu. Japonska mornarica je želela zasesti majhen koralni otok Midway na koncu Havajskega otočja z namenom, da bo ogrozila Havajsko otočje in zahodno obalo ZDA. Američani so se pravočasno dokopali do japonskih načrtov, zato so se na napad dobro pripravili. Do bitke je prišlo med 4. in 7. julijem zahodno od atola Midway. V trodnevni bitki, v kateri so glavno vlogo ponovno odigrala letala in letalonosilke, je japonska mornarica izgubila štiri letalonosilke in dve bojni ladji, Američani pa so izgubili eno letalonosilko in en rušilec. Bitka za Midway je predstavljala preobrat v vojni, saj je po njej začela moč japonske vojske vidno upadati, medtem ko se je moč ameriške vojske iz dneva v dan bolj povečevala.   
Sedmega avgusta 1942 so se ameriške čete izkrcale na Guadalcanalu ter praktično brez boja zavzele Hendersenovo letališče in priobalni pas. Dva dni kasneje je ameriške vojake čakalo presenečenje. Japonsko ladjevje je pred obalo Guadalcanala potopilo ameriško ladjevje, istočasno pa so se v notranjosti otoka začeli zagrizeni boji za vsak hrib, močvirje in drevo. Boji so potekali na izredno zahtevnem terenu, polnem močvirij, nevarnih živali in tropskih bolezni. Po začetnih uspehih marincev so Japonci sklenili, da je Američane potrebno pregnati z otoka, zato so iz Rabaula s t. i. Tokio expresom (konvoji ladij) neprestano dovažali okrepitve. To je 26. oktobra pripeljalo do bitke pri Santa Cruzu, 13. novembra pa do bitke pri Guadalcanalu. Boji za otok so trajali do 9. februarja, ko je bil z otoka v naglici evakuiran še zadnji japonski vojak. Japonci so tako doživeli prvi poraz v vojni na kopnem. Istočasno z boji za Guadalcanal so se odvijali boji za Port Moresby. Po tem ko so Američani z bitko v Koralnem morju Japoncem preprečili izkrcanje na jugu, so se ti odločili, da bodo mesto napadli po kopnem. V nekaj tednih so prekoračili še neraziskano gorovje Stanley in bili sredi septembra že pred vrati Port Moresbya. V naslednjih desetih mesecih so v džunglah Nove Gvineje potekali srditi boji, ki so se zaključili z zavezniškim zavzetjem Bune. Tretjega marca so zavezniki napadli velik japonski konvoj v Bismarckovem morju in potopili skoraj vse ladje, s tem je japonska trdnjava Rabaul postala odrezana, japonske čete v njej so se vdale šele po japonski kapitulaciji leta 1945. Februarja 1943 so padli Russellovi otoki, junija Nova Georgija, avgusta Vella Lavella, oktobra Zakladni otoki in oktobra Bougainville. Maja so na severu Tihega oceana zavzeli otoka Attu in Kiska v skupini Aleutskih otokov.
Da bi Američani sklenili krog in podprli MacArthurjevo ofenzivo na Novi Gvineji, so v začetku leta 1943 na vzhodnem Pacifiku predstavili strategijo t. i. »žabjih skokov«, s katero bi odrezali in obšli močne japonske postojanke. Svojo strategijo so 20. novembra 1943 preizkusili na majhnem koralnem atolu imenovanem Tarava. Japonci so se na ameriški napad dobro pripravili, zato so med ameriškimi marinci uprizorili pravi pokol. Boji za otok so uradno trajali tri dni, čeprav so posamezne japonske vojake in skupine lovili po otoku še mesece po bitki. Na naslednja izkrcanja so se marinci bolje pripravili. Enaintridesetega januarja 1944 so napadli Kwajalein, prvo ozemlje, ki je bilo del Japonske, in pri tem imeli polovico manj izgub. V nekaj mesecih so padli Gilbertovi in Marshallovi otoki. Otok Truk v Karolinskem otočju, na katerem je bilo 50.000 japonskih vojakov, so Američani obkolili.

## Vojna na Kitajskem in v Burmi
Kitajska in Japonska sta bila v vojni še pred začetkom druge svetovne vojne. Boji med državama so se začeli že leta 1931, ko je Japonska zasedla Mandžurijo in še nekaj severno kitajskih provinc. Čeprav je bila Kitajska velika, nikoli ni predstavljala resne grožnje Japonski, saj je bila njena oblast slabotna in zato nesposobna organizirati resnega odpora. Poleg zunanjega sovražnika pa so Kitajsko neprestano pretresali še notranji boji med komunisti pod vodstvom Mao Ce Tunga in kitajsko vlado pod vodstvo Čangkajška. Šele leta 1936 so oboji združili moči proti zunanjemu sovražniku, obračun med sabo pa so prestavili na poznejši datum. Incident na mostu Marka Pola, 7. julija 1937, je sprožil drugo kitajsko-japonsko vojno, v kateri so Japonci zavzeli kitajska obalna mesta, nato pa so se ob velikih kitajskih rekah napredovali v notranjost dežele. Čeprav se kitajska vojska ni nikoli odločno uprla okupatorju, pa se je japonsko napredovanje, zaradi velikosti in zahtevnega terena, kmalu ustavilo. Vojna med državama je kmalu prerasla v mednarodno krizo, saj je veliko evropskih držav in ZDA imelo gospodarske interese na Kitajskem. Svoje pa je dodal še incident, v katerem so japonska letala napadla ameriško bojno ladjo USS Panay. Od takrat naprej so ZDA in ostale evropske države kitajski omogočala najem ugodnih posojil za nakup vojaške in ostale opreme. Promet z orožjem se je ustavil leta 1940, ko je japonska okupirala francosko Indokino. Sredi leta 1941 so Američani v boju proti Japoncem ustanovili in financirali AVG (American Volunteer Group oz. ameriško prostovoljno skupino), bolje znano kot Leteči tigri. V drugi polovici leta 1941 se je spor med zavezniki in Japonsko zaostril do te mere da je Japonska v začetku decembra napadla ZDA in ostale zaveznike.
Po padcu Malaje in Singapurja, 15. februarja 1942, se je japonska vojska usmerila proti britanski Burmi. Nepripravljena britanska in kitajska vojska sta se morali, potem ko sta bili skoraj obkoljeni, hitro umakniti  v severovzhodno Indijo. Sedmega marca je bil evakuiran Rangun, glavno mesto Burme. Medtem je japonska flota vdrla na Indijski ocean in obstreljevala Cejlon ter zasedla Andamansko otočje. Začele pa so se pojavljati tudi težave v Indiji, kjer je prišlo do lakote, nato pa še do upora proti britanski vladavini. S padcem Burme je Japoncem v roke padla tudi strateško pomembna burmanska cesta, preko katere so zavezniki z orožjem oskrbovali kitajsko vojsko. Oskrbovanje kitajske vojske se je nato nadaljevalo preko zraka čez t. i. grbo (najbolj vzhodni del Himalaje), vse dokler januarja 1945 niso odprli nadomestne ceste v Ledo. Konec leta 1942 in v začetku leta 1943 je zaveznikom v Burmi slabo kazalo, vsi zavezniški protinapadi so bili odbiti, pojavila pa se je tudi kriza v zavezniškem poveljstvu. Reorganizacija sil, izdatna ameriška pomoč in spremembe v poveljstvu so pripeljali do tega, da so zavezniki v zimi 1943-1944 začeli pripravljati novo ofenzivo. Ko so Japonci izvedeli za priprave na zavezniško ofenzivo, so sami sprožili ofenzivo z namenom, da zasedejo indijsko pokrajino Assam in presekajo oskrbovalno cesto v Ledo. Ofenziva ni trajalo dolgo, saj so britanske in indijske enote napad kmalu odbile. Za boj v japonskem zaledju so Britanci ustanovili posebne skupine, imenovane Činditi. Te so bile večinoma sestavljena iz vojakov britanske kopenske armade, Gurkov in Burmancev. Skupine so se pred sovražnikom skrivale v obsežnih tropskih gozdovih, oskrbovanje je potekalo izključno iz zraka. Podobne skupine so ustanovili tudi Američani. Leta 1944 so Japonci v Burmi in na Kitajskem sprožili močno ofenzivo, katere namen je bil prekiniti kopensko povezavo med Burmo in Kitajsko ter zasedbo letališč na Kitajskem, s katerih so operirala letala B-29. Sprva je japonska armada v Burmi hitro napredovala, saj ji je uspelo vdreti v Indijo. Nato pa se je zapletla v bitki pri Kohimi in Imphali, ki sta se za japonsko armado končali katastrofalno. Sledil je umik, med katerim so Japonci zaradi bolezni in pomanjkanja hrane izgubili več kot 50.000 vojakov. To je bil najhujši poraz v dotakratni japonski zgodovini.
V začetku leta 1945 so zavezniki v Burmi sprožili novo ofenzivo z namenom osvoboditi ozemlja, ki so jih izgubili leta 1941 in 1942. Oslabljena japonska armada se ni več sposobna učinkovito boriti, zato se umakne za reko Iravadi. Zaveznikom med boji uspe zasesti večino mostov, tako da 1. marca pade strateško pomembno mesto Meiktila. Medtem ko Japonci v protiofenzivi poizkušajo ponovno zavzeti Meiktilo, zavezniki osvobodijo Mandalay. Njihov naslednji cilj je Rangun, tedaj glavno mesto Burme. Da bi zavzeli to mesto, 1. maja sprožijo zračno-desantno operacijo Drakula, po kateri presenečeno ugotovijo, da so Japonci mesto zapustili brez boja. Medtem se celotna japonska armada v Burmi znajde v obroču. Med poizkusom preboja izgubi 10.000 vojakov. Boji za Burmo se dokončno končajo konec julija 1945.

## Pričetek konca
V začetku leta 1944 se je obroč okoli japonske začel vedno bolj ožiti. Zavezniki so proti japonski napredovali iz dveh glavnih smeri: iz smeri Nove Gvineje in iz smeri Mikronezije. Veliko nevarnost Japonski so predstavljali tudi Rusi, ki so nemško vojsko pregnali daleč na zahod in so že začeli krepiti svoje enote vzdolž mandžurske meje. Tudi na Kitajskem razmere niso bile ravno rožnate, japonske divizije so se nenehno spopadale s kitajsko vojsko, ki so jo oskrbovali zavezniki.
Petnajstega junija so Američani napadli otok Saipan v Marianskem otočju, štiri dni kasneje je v Filipinskem morju prišlo do ene izmed večjih pomorskih bitk, v kateri so bili Japonci popolnoma poraženi. V dvodnevni bitki so izgubili kar tri letalonosilke in 600 letal, medtem ko so Američani izgubili le 123 letal. Zaradi tako velikih japonskih izgub in tako majhnih ameriških so Američani bitki dali vzdevek »lov na marianskega purana«. Boji za Saipan so bili strašni, ob koncu bitke so našteli 3.426 mrtvih ameriških vojakov in 23.811 mrtvih japonskih vojakov in civilistov, mnogi med njimi so na severni strani otoka naredili samomor, tako da so skočili s pečin. Triindvajsetega junija je bil izveden desant na Tinian, kjer so bile izgube na ameriški strani nenavadno majhne, glede na to, da je bilo Japoncev tridesetkrat več. Konec avgusta je padel še Guam, zadnji otok v skupini Marianskih otokov. Nato so na otokih zgradili letališča za bombnike B-29, ki so dan in noč bombardirali japonska mesta. Septembra so Američani izvedli desant na otok Peleliu, okoli 45.000 marincev se je bojevalo več kot mesec dni, da so strli še zadnji odpor branilcev. Izgube so bile velike: okoli 1.800 mrtvih marincev in 11.000 mrtvih japonskih vojakov.
Naslednji korak so bili Filipini. V pričakovanju ameriške invazije je gverilska dejavnost vedno bolj naraščala. Japonci so po otokih začeli graditi številne utrdbe in ovire, še posebej so se osredotočili na glavni otok Luzon, v pripravljenosti pa je bila tudi japonska cesarska mornarica. Dvajsetega oktobra 1944 je prišel veliki dan, ameriške čete so se izkrcale v zalivu Lyte, general MacArthur je držal svojo besedo, ko je leta 1942 ob umiki iz Filipinov izjavil »vrnil se bom«. Izkrcanje ameriških čet je tri dni pozneje pripeljalo do največje pomorske bitke v človeški zgodovini, pomorske bitke v zalivu Leyte. Oseminšestdeset japonskih ladij, od tega štiri letalonosilke in 300 letal, se je spopadlo z 211 ameriškimi ladjami, med katerimi je bilo kar 34 letalonosilk in več kot 1.500 letal. V nizu štirih bitk je bila japonska mornarica do 26. oktobra popolnoma poražena, uničenju se je uspelo izogniti le štirim velikim bojnim ladjam. S to bitko je bila japonska mornarica dokončno poražena in je praktično nehala obstajati. Velika značilnost te bitke so bili tudi številni napadi kamikaz, ki so v ameriških vrstah povzročile veliko strahu in zmede. Žrtev kamikaz je bila letalonosilka USS St. Lo, ki pa je bila edina letalonosilka, ki so jo Američani izgubili med to bitko. Po padcu otoka Leyte in Mindora so se Američani usmerili na glavni otok Luzon. Na njem so se izkrcali 9. januarja 1945, zaradi šibkega odpora so napredovali hitro in v začetku februarja že prišli do vrat Manile. Pri tem so osvobodili okoli 5.000 preživelih zavezniških ujetnikov. Istočasno so se začeli boji za Manilo, v enomesečnih bojih od hiše do hiše je bilo mesto dobesedno zravnano do tal. Štirinajst tisoč japonskih vojakov se je bojevalo do zadnjega moža. Corregidor, nekdanja ameriška trdnjava, je padla 26. februarja, s čimer so se večje ameriške operacije na Filipinih zaključile. 
Medtem so na drugi strani Tihega oceana Američani že napadli otok Iwo Jima. Ta vulkanski in negostoljuben otok je predstavljal nekakšna vrata do japonskega glavnega otočja. Z njegovim zavzetjem so si želeli zagotoviti ustrezen pristajalni prostor za bombnike B-29 in lovska letala P-51, ki so letela proti Japonski. Boji za otok so trajali dober mesec, v njih pa je padlo okoli 6.800 ameriških in 18.000 japonskih vojakov, zato je bitka za otok predstavljala eno izmed najbolj krvavih bitk druge svetovne vojne. 
Naslednji cilj je bila Okinava. Najprej so zasedli otočje Kerama, zahodno od Okinave. S tem so si zagotovili pomorsko oporišče za invazijsko ladjevje, nato pa se se 1. aprila izkrcali na samem otoku Okinava. Tako kot na vseh otokih so bili tudi tukaj boji zagrizeni in krvavi. Zaradi svoje strateške lege je otok predstavljal odskočno desko za invazijo na Japonsko in prav zaradi tega so ga japonski vojaki branili do zadnjega diha. V bitki za Okinavo so v ospredje ponovno prišle kamikaze, ki so kar šest dni sejale strah in smrt med ameriškim ladjevjem, do konca bitke so potopile šest zavezniških ladij. V dejanju obupa so Japonci proti zavezniškemu ladjevju poslali tudi svojo največjo ladjo Jamato in to brez letalske zaščite in samo z gorivom za pot v eno smer. Največja bojna ladja na svetu je bila potopljena v manj kot dveh urah, s tem je cesarska flota nehala obstajati. Boji za otok so se uradno zaključili 22. junija 1945, čeprav so ameriški vojaki še tedne po koncu vojne iz jam in odročnih dolin izganjali japonske vojake.
Krvava pa ni bila samo vojna na tleh, smrt prihajala tudi iz zraka. Na začetku vojne so bila zavezniška bombardiranja japonskih mest redka, saj je zaveznikom primanjkovalo velikih strateških bombnikov in letališč, s katerih bi lahko letala dosegla Japonsko. To se je spremenilo z zavzetjem otokov Tinian, Saipan in Guam. Od takrat naprej so ameriška letala neprestano bombardirala japonska industrijska mesta. Sprva so v napadih uporabljali le navadne rušilne bombe, februarja 1945 pa je prišlo do popolne spremembe taktike. V napadih so začeli uporabljati novo bombo, ki je vsebovala magnezij in bencin v želatinastem stanju, t. i. napalm bombo. Uporaba teh bomb je imele v japonskih mestih, kjer so bile hiše zgrajene večinoma iz lesa in lepenke, strašanske posledice. Nastali so požari, ki so uničili cele četrti in jih ni bilo možno več ustaviti, v samo eni noči je bila škoda večja, kot sta jo naredili obe atomsko bombi skupaj. Do najhujšega bombardiranja je prišlo med 9. in 10. marcem 1945, ko so ameriška letala bombardirala Tokio, zaradi močnega vetra se je ogenj hitro razširil iz ene četrti v drugo. V samo eni noči je življenje izgubilo 97.000 ljudi, 125.000 jih je bilo ranjenih, več kot 1.200.000 ljudi pa je ostalo brez strehe nad glavo. Letalski napadi so nato trajali še deset dni in noči. Do takih napadov je prišlo v vseh večjih japonskih mestih.
Zadnja večja operacija na Pacifiku je bila osvoboditev Bornea. Čeprav se je marsikomu zdela to nepotrebna operacija, ki je zapravila ogromno materiala in vojakov, so zavezniki z njo močno oslabili japonske okupacijske enote v Nizozemski vzhodni Indiji. V roke pa so jim prišla tudi pomembna nahajališča nafte in taborišča z več kot 2.500 britanskimi, nizozemskimi in avstralskimi vojnimi ujetniki.

## Po eno bombo na mesto
Avgusta 1945 so bile ZDA v vojni z Japonsko tri leta in osem mesecev. Izgube, ki sta jih pretrpele obe strani, so bile strašanske. Bitka za Okinavo junija 1945 je Američanom jasno pokazala, kako bi izgledala invazija na Japonsko. Več milijonov Japoncev bi se dobesedno z golimi rokami in naostrenimi bambusovimi palicami fanatično postavilo proti zavezniški armadi. Zavezniki bi za invazijo potrebovali 2.000.000 vojakov ter ogromne količine orožja in opreme, vojna bi se zavlekla za eno leto morda celo dve. Obsežna bombardiranja iz zraka, kljub temu da so povzročila ogromno škode, niso prinesla željenih rezultatov, Japonska je bila še daleč od zloma, morala prebivalstva je bila še visoka. Julija 1945 so se zavezniki resno začeli spraševati, kako naprej. Obstajale so tri možnosti, kako končati vojno: 
- s konvencionalnim orožjem,
- z uporabo atomske bombe
- ali pa s spretno uporabo politike.

O uporabi atomske bombe, ki je bila takrat novo in še skoraj nepreizkušeno orožje, je bilo malo govora, vendar se je kljub temu Truman, na podlagi vojnih poročil, odločil za uporabo tega orožja. Sledil je še posvet z zavezniki. Britanci so se z uporabo bombe po dvodnevnem razmisleku strinjali, Stalin pa je le izjavil »upam, da jo boste dobro izkoristili«. Pred napadom so zavezniki dali Japonski ultimat, vendar ga je ta zavrnila, tako jim ni ostalo drugega, kot da posežejo po ostrejših sredstvih.
Prva bomba je eksplodirala 16. julija v puščavi Nove Mehike. Poskus je uspel, čeprav je ostalo odprtih mnogo vprašanj, kako bombo pravilno uporabiti kot orožje, za prave rezultate je bilo potrebno počakati na 6. avgust. Priprave za prvo bojno uporabo atomske bombe so se začele že leta 1944, ko so ustanovili 509. bombniško eskadriljo. Bombniki B-29 v eskadrilji so bili posebej prirejeni za prenos atomske bombe, temu primerno pa so bile usposobljene tudi posadke. Pri urjenju so posebno pozornost posvečali natančni navigaciji, letenju brez spremstva lovcev in naglim manevrom, s katerimi bi se izmaknili udarnemu valu eksplozije. Bombniki bi proti Japonski poleteli z otoka Tinian v Marianskem otočju, otok Iwo Jima pa bi služil kot zatočišče v primeru okvare motorja. 
Medtem ko so se bombniške posadke urile, so v Ameriki ustanovili posebno komisijo, da določi cilj napada. Pri izbiri naj bi določali več elementov: cilj bi moral biti v dosegu bombnikov B-29, ne bi smel biti poškodovan od prejšnjih napadov, moral bi biti dovolj velik in strateško pomemben, v času napada bi moralo biti nad ciljem lepo vreme. Na podlagi teh zahtev je komisija izbrala naslednje cilje: Kokuro, Hirošimo, Niigato, Kjoto. Komisija načeloma ni imela pomislekov nad izbranimi cilji, razen vojni minister Stimson je zahteval, naj Kjoto izbrišejo s seznama, saj je mesto dobro poznal - bilo je starodavno kulturno in zgodovinsko središče Japonske s številnimi templji in kulturnimi spomeniki. S Stimsonom se je strinjal tudi Truman, zato so mesto umaknili s seznama, nadomestili pa so ga z Nagasakijem. Obstajal je tudi rezervni seznam ciljev, ki pa bi ga lahko uporabili le s posebnim dovoljenjem vojnega ministrstva.
Šestindvajsetega julija je križarka USS Indianapolis (križarko je nekaj dni pozneje potopila japonska podmornica, veliko brodolomcev je umrlo zaradi napadov morskih psov) na Tinian pripeljala atomsko bombo, poimenovano Little Boy (Deček). Bombo so nato namestili v letalo in čakali lepo vreme. V nedeljo 5. avgusta so meteorologi nad Japonsko napovedali lepo vreme, posadka se je pripravil na vzlet, poveljnik letala polkovnik Paul V. Tibbets je še pred tem poimenoval letalo Enola Gay. Cilji so bili znani po vrstnem redu: Hirošima, Kokura in Nagasaki. Letalo je vzletelo v ponedeljek okoli tretje ure zjutraj, ob štirih zjutraj se je začelo daniti, med sedmo in pol osmo pa je posadka dobila vremensko poročilo o cilju. Cilj Hirošima je bil dokončno potrjen, posadka letala je nato opravila še zadnje priprave. Petnajst minut čez osmo so se odprla vrata bombniškega prostora in bomba je padla. Eksplodirala je natanko ob 8:16. Po zaslepljujočem blisku je sledila močna vročina, nato pa še rušilni val. V samo nekaj trenutkih je bilo mrtvih 71.0000 ljudi, 68.000 pa jih je bilo težje ranjenih. Nad mestom je nastal orjaški, gobi podoben oblak, iz katerega je začel padati radioaktiven pepel in črn dež. Tri dni kasneje, 9. avgusta, je sledil napad na Kokuro. Postopek je bil znan in preizkušen, vendar so se kljub temu začele pojavljati težave. Pred poletom so odkrili okvaro črpalke za gorivo. Zaradi slabega vremena se letala niso srečala na zbirnem mestu nad otokom Jakošima. S čakanjem so izgubili dragocenih 45 minut, in ko so prišli nad Kokuro, je bila nad mestom gosta oblačnost, čeprav so izvidniki poročali, da so razmere za bombardiranje ugodne. Letalo je nad ciljem krožilo še 45 minut, nato pa odletelo proti Nagasakiju, ki je bil določen kot cilj št. 2. Tudi tukaj je mesto prekrivala gosta oblačnost, toda v zadnjem trenutku se je ta razkadila, zato je posadka nemudoma odvrgla bombo, poimenovano Fat Man (Debeluh), in odletela proti Okinavi, kjer je letalo zasilno pristalo. V nekaj trenutkih je bilo uničenih 44 % mesta. Po takratnih ocenah je umrlo 35.000 ljudi, 60.000 pa jih je bilo ranjenih. Zaradi hribov, ki so obdajali mesto, je bil učinek dosti manjši kot v Hirošimi, vendar pa posledice kljub temu niso bile nič manj grozne.
Tri dni po napadu, 12. avgusta 1945, je Japonska prosila zaveznike za pogajanja o končanju vojne. Štirinajstega avgusta je imel japonski cesar Hirohito svoj slavni nagovor, v katerem je Japonce obvestil o kapitulaciji in koncu vojne. Prve ameriške čete so na Japonsko prišle 28. avgusta, okupacija dežele je bila izvedena na miren način in brez odpora lokalnega prebivalstva.

## Ruska ofenziva in konec vojne
Po kapitulaciji Nemčije, maja 1945, se je Sovjetska zveza obrnila na vzhod, da bi z Japonsko poravnala stare račune še iz časa carske Rusije. Do takrat je med Sovjetsko zvezo in Japonsko vladalo premirje, ki je ustrezalo obema. Rusiji zato, ker se je na vzhodni fronti borila proti Nemcem, Japonski pa zato, ker je leta 1937 boleče spoznala, da se ni dobro spuščati v spopad z Rdečo armado in ker je imela leta 1944 in 1945 Japonska tako ali tako že dovolj težav na drugih frontah. V neizogibnemu pričakovanju ruske ofenzive je japonski generalštab že spomladi 1944  začel pripravljati načrti za obrambo. Skrivna pogajanja na Jalti, na katerih so zahodni zavezniki Rusiji obljubili Kurilske otoke in južni Sahalin, so Ruse še dodatno spodbudila, da so vstopili na tihomorsko bojišče. Aprila 1945 je Rusija razdrla pakt o nenapadanju, japonski diplomati so nato zamanj poizkušali skleniti nov mir. Devetega avgusta je Rdeča armada prestopila mongolsko-mandžursko mejo in napadla Mandžurijo, napad je Japonce popolnoma presenetil, saj ta ni potekal po njihovih pričakovanjih. Istočasno so Rusi izvedli pomorski desant na Kurilske otoke in Port Arthur, njihovi padalci pa so zasedli vse pomembnejše točke v Mandžuriji. Japonska Kvantunška armada, ki je bila znana po svoji borbenosti, je razpadla v nekaj dneh. K dodatni zmešnjavi v japonskih vrstah je prispeval tudi govor japonskega cesarja, 14. avgusta, ki ni dal jasno vedeti, ali je japonska kapitulirala ali ne. Japonski oficirji pa v skladu s svojim kodeksom tudi niso zahtevali dodatnih informacij, tako se je boj nadaljeval do 2. septembra, do takrat je Rdeča armada zasedla že večino Madžurije, nekatere njene enote pa so že prišle na sever Koreje in Kitajske.
Drugega septembra 1945 ob 9.08 je japonska delegacija ob navzočnosti predstavnikov ZDA, Sovjetske zveze, Velike Britanije, Kitajske, Francije, Nizozemske, Kanade, Avstralije in Nove Zelandije na bojni ladji USS Missouri podpisala dokument o brezpogojni kapitulaciji. Druga svetovna vojna in vojna na Pacifiku sta bili tako uradno končani.